# 尾﨑公
尾﨑 公 (おざき ただし 1925年8月-2018年8月) は日本の解剖学者、歯の人類学者。

## 経歴
和歌山県出身、日本大学歯学部卒業後、同校の助手を経て教授(昭和40年)となり、オーストラリア・アデレード大学に留学した。
在豪中にはオーストラリア先住民の歯の形態学的研究を行った。
昭和46年日本大学松戸歯学部解剖学教授となり、三次元計測の新しい方法として注目を浴びていたモアレ法を歯の形態学に応用し、数々の業績を上げた。
東京大学理学部人類学教室の埴原和郎教授が立ち上げられた歯の形態をめぐる懇話会[1]に参加し、長年その中心的役割を果たした。
また、教育面では同学部学部長や歯科大学学長会議理事等を務めた。
平成3年、定年後は松戸市の北原学院歯科衛生専門学校長を20年間務めた。
平成15年には勲三等旭日中綬章が授与された。

## 学歴
- 昭和28年 日本大学歯学部(旧制)卒業
- 昭和30年 東京大学医学部解剖学教室(藤田恒太郎教授)に研究生として在籍
- 昭和35年 医学博士(東京大学)

## 著書
- 歯科学術用語集 (共著) 日本歯科医学会 1986年
- 歯の解剖学入門 (共著) 医歯薬出版 1990年
- モアレ計測とその応用 モアレ研究会記念論文集 1984年

## 論文
単著
- 日本人の歯の退化示数、解剖学雑誌35巻、563-567頁、1960年
- 歯数の異常、歯界展望27巻、1-8頁、1966年
- 歯の肉眼的形態学・最近の話題から、日大口腔科学12巻、1-10頁、1986年

共著
- 歯の形のフーリエ解析 第一報 上顎第一大臼歯、歯科基礎医学会誌19巻、554－560頁、1977年
- Three-dimensional measurements of the occlusal surface of upper first molars in a modern Japanese population, Acta anatomica, vol.116, 90\96, 1983
- ニホンザルの歯と顎に関する計測学的研究Ⅰ 性差、日大口腔科学14巻、446-451頁、1988年